# Gare de Walbourg
Gare de Walbourg – przystanek kolejowy w miejscowości Walbourg, w departamencie Dolny Ren, w regionie Grand Est, we Francji. Jest zarządzany przez SNCF i obsługiwany przez pociągi TER Grand Est.

## Położenie
Znajduje się na linii Vendenheim – Wissembourg, na km 32,709 między stacjami Haguenau i Hoelschloch, na wysokości 159 m n.p.m.

## Historia
Stacja została otwarta 23 października 1855 przez Compagnie des chemins de fer de l’Est wraz z odcinkiem linii między Haguenau i Wissembourg.

## Linie kolejowe
- Linia Vendenheim – Wissembourg
- Linia Walbourg – Lembach
- Linia Mertzwiller – Seltz